# Genitorturers
Genitorturers est un groupe de metal industriel américain, originaire d'Orlando, en Floride. Formé au début des années 1990, il évolue musicalement entre le punk hardcore et le metal industriel avec un visuel et des textes inspirés du fétichisme et du sado-masochisme.

## Biographie
Emmené par la chanteuse Gen Vincent, le groupe est remarqué par Nick Turner (batteur de The Lords of the New Church) qui travaille alors pour le label IRS, et enregistre son premier album, 120 Days of Genitorture, en 1993 avec le concours de l'ingénieur du son Dave Ogilvie (qui a collaboré avec Marilyn Manson).
En 2000 sort l'album Machine Love qui comporte des remix et des morceaux inédits puis, en 2002, un mini-album Flesh is the Law. À noter que David Vincent, le bassiste et mari de Gen, n'est autre que l'un des chefs emblématiques du groupe de death metal Morbid Angel. En mai 2002, le groupe tourne en Europe en soutien à l'album Flesh is the Law, notamment au Danemark, en Allemagne, et en France. En 2006, ils tournent en Australie avec Dead Inside the Chrysalis. En automne 2007, ils publient un DVD live intitulé Live in Sin, et vendent des autographes sur eBay. Ils publient ensuite, deux ans plus tard, en 2009, l'album, Blackheart Revolution. 
En 2014, Genitorturers célèbre ses vingt ans d'existence avec une tournée appelée 20 Years of Depravity.

## Style musical et image
Les guitares sont agressives, la voix un peu forcée et la production honnête mais les Genitorturers retiennent alors surtout l'attention pour leur panoplie fétichiste (cuir, corset, cagoule, piercing, tatouages notamment), leurs textes explicites (Pleasure in Restraint, Force Fed, House of Shame) et des prestations scéniques délirantes pendant lesquelles la chanteuse Gen harangue le public dans des tenues suggestives et, à l'occasion soutenue par des assistantes, inflige à des volontaires de l'audience des sévices variés (flagellation, crucifixion, fist-fucking et autres fantaisies),.
Cette forme de participation pour le moins originale mais extrême conduit le groupe et Gen à figurer plus souvent dans des revues spécialisées interdites aux mineurs que dans des journaux de rock occultant leur musique qui mûrit et atteint sa maturité avec la parution de l'album Sin City en 1998. Avec des compositions accrocheuses et lancinantes, des arrangements percutants marqués par la présence grandissante de l'électronique et la voix de Gen posée tour à tour sensuelle et agressive, les morceaux Sin City, Terrorvision, One Who Feeds, Razor Cuts prennent une dimension ambigüe à la croisée du métal industriel façon Ministry et du rock provocateur de Marilyn Manson and the Spooky Kids faisant de l'album une réussite.

## Discographie
- 1993 : 120 Days of Genitorture
- 1998 : Sin City
- 2000 : Machine Love
- 2003 : Flesh Is the Law
- 2009 : Blackheart Revolution

## Vidéographie
- 2003 : Society of Genitorture

## Biographie
- (en) Garry Sharpe-Young, New Wave of American Heavy Metal, Zonda Books, 2005, 376 p. (ISBN 978-0-9582684-0-0, lire en ligne), p. 152f